# Асука (антарктическая станция)
Станция Асуко (яп. あすか基地 Asuka Kichi) — постоянная японская необитаемая база наблюдений за Антарктикой, одна из четырёх японских станций, наряду с основной — «Сёва», «Мидзухо» и «Купол Фудзи». Pасположенa на Земле Королевы Мод. Основана в марте 1985 года, в 670 км южнее станции Сёва на высоте 980,3 м.
На данный момент станция закрыта.
Средняя температура составляет −18,3℃ (минимальная, в августе — −48.7℃; максимальная, в январе — +0.5℃).